# Christoph Albrecht von Auer
Christoph Albrecht von Auer (* 26. Februar 1710; † 23. Juli 1794 in Berlin) war ein preußischer Beamter.

## Leben

### Familie
Christoph Albrecht von Auer entstammte dem preußischen Adelsgeschlecht Auer und war der Sohn des Oberst (andere Quelle Generalmajor) Jonas Casimir von Auer, Erbherr auf Bilshöfen, Mollehnen und Lichtenfeld im Landkreis Heiligenbeil, und dessen Ehefrau Barbara Louise (geb. von Kanitz aus dem Haus Podangen) (1685–1730).
1735 heiratete er Rosa (1718–1790), die Tochter des Kammerherrn Johann Heinrich Mirande du Treuil (* 1665) und dessen Ehefrau Marie (geb. Steyesz von Görnitz) († 1744); gemeinsam hatten sie zwei Söhne:
- Johann Kasimir von Auer, Generalmajor;
- Carl Albrecht Wilhelm von Auer, Geheimer Oberzoll- und Regierungsrat.

Christoph Albrecht von Auer hatte eine verwandtschaftliche Beziehung zum Justizminister Samuel von Cocceji.

### Werdegang
Zur schulischen Ausbildung von Christoph Albrecht von Auer liegen keine Erkenntnisse vor.
Er immatrikulierte sich am 24. Oktober 1726 zu einem Studium der Rechtswissenschaften an der Universität Halle.
Nach Beendigung des Studiums betätigte er sich in Justizangelegenheiten und wurde am 28. Februar 1745 Hofgerichtsrat in Königberg.
Im Juli 1751 wurde er als Justiziar und Kriegs- und Domänenrat zur ostpreußischen Kriegs- und Domänenkammer Königsberg versetzt und folgte damit dem ausgeschiedenen Johann Gottfried von Werner (1703–1761); 1754 übte er auch das Amt des Hospitaldirektors aus.
Er wurde im August 1763 zum Präsidenten der Kriegs- und Domänenkammer in Magdeburg ernannt und übernahm das Amt von Joachim Christian von Blumenthal; nach seiner Ankunft in Magdeburg, bereiste er die Provinz und machte sich ein Bild von der Bevölkerung. Er berichtete regelmäßig über Messen in Braunschweig und erhielt, auf Vorschlag des Ministers Ludwig Philipp vom Hagen (1724–1771), den Auftrag, das Rothenburger Kupferbergwerk zu untersuchen und Vorschläge zur Senkung des Kupferpreises zu machen.
Am 21. September 1769 wurde er, auf Vorschlag des Ministers Ludwig Philipp vom Hagen, als Nachfolger von Bernhard Ludwig Geelhaar (1696–1769), Finanzrat im II. Departement des Generaldirektoriums; sein bisheriges Amt übernahm Friedrich Wilhelm von der Schulenburg-Kehnert. Er wurde zwischenzeitig am 4. August 1772 im I. Department und später wieder im II. Department eingesetzt und bearbeitete westpreußische Provinzial- und Forstangelegenheiten.
Im November 1789 wurde er mit vollen Bezügen als Geheimer Oberfinanzrat pensioniert, sein Nachfolger wurde Carl Ludwig von Bose (1757–1817).
1794 verstarb er als Erbherr auf Bilshöfen und Lichtenfeld.